# 횡영
횡영(橫泳, sidestroke)은 수영자가 한쪽으로 누워서 수영하는 방식의 영법으로, 그 방식에서 이름이 지어졌다. 인명 구조나 원영(遠泳)에 자주 사용된다. 횡영은 팔과 다리를 동시에 같은 방식으로 사용하는 대신 두 팔과 다리를 동시에 사용하지만 다르게 사용하기 때문에 체력의 소모가 적어 더 오래 지속 가능하다. 횡영을 하다가 지친 경우 방향으로 반대로 뒤집어서 다른 쪽으로 수영을 할 수 있다. 이 과정동안 전에 수영을 하던 쪽 팔다리가 회복된다.
손은 배의 노와 같은 역할을 하며, 비스듬하게 물을 갈라 힘을 낭비하지 않는다. 오른쪽의 일반 수영에서 왼팔은 거의 휴식을 취하면서 물속에서 부드럽게 움직이다. 그러다가 사용하는 팔이 지치면 반대쪽으로 몸을 돌리고 오른팔은 쉬고 왼팔은 일을 한다.
다리는 구부러진 상태에서 반대 방향으로 움직이고, 모이면 곧게 펴진다. 발 차기 동작은 과장되고 느리며, 팔랑 차기의 작고 빠른 움직임보다 다리를 넓게 벌려 더 많은 추진력을 제공한다.

## 역사
횡영은 고대에 머리를 물 위로 올리고 평영을 하는 것이 고통스럽다는 것을 발견한 수영 선수들로부터 발전했다. 자연스럽게 머리가 옆으로 돌아가 어깨가 내려앉았다. 이런 상황에서 시저킥(scissor kick)이 자연스러워졌다.